# Itambé (Pernambouc)
Itambé est une municipalité brésilienne située dans l'État du Pernambouc.
Son territoire, d'une superficie d'un peu plus de 304 km², Lors du recensement national de 2022 , sa population était de 34 935 habitants.

## Toponym
Le mot « itambé » est d' origine tupi et signifie « pierre tranchante », par la combinaison de i'tá (pierre) et aim'bé (tranchant)